# Lactocollybia carneipes
Lactocollybia carneipes är en svampart som först beskrevs av Speg., och fick sitt nu gällande namn av Rolf Singer 1986. Lactocollybia carneipes ingår i släktet Lactocollybia och familjen Marasmiaceae.   Inga underarter finns listade i Catalogue of Life.